# Ipomoea adenioides
Ipomoea adenioides är en vindeväxtart som beskrevs av Schinz. Ipomoea adenioides ingår i släktet praktvindor, och familjen vindeväxter. Inga underarter finns listade i Catalogue of Life.